# ヴンダーチーム
ヴンダーチーム（ドイツ語: Wunderteam、あえて英訳すれば Wonder Team、「奇跡のチーム」）とは、1930年代前半にヨーロッパ最強と言われたサッカーオーストリア代表チームの愛称である。

## 解説
ヨーロッパの各国代表チームが競い合うUEFAヨーロッパ・ネーションズカップ（UEFA欧州選手権の前身）が1927年から行われるようになると、オーストリア代表は第2回大会で優勝、第1回大会と第3回大会では準優勝を飾るなど優れた結果を残し、名実と共にヨーロッパの最強チームとなった。
1931年には約60,000人の観客が見守る中、当時それまでは一度もヨーロッパ大陸で敗戦を喫したことがなかったスコットランドを、マティアス・シンデラーやルドルフ・ヒデンを中心とするオーストリア代表が5−0で一蹴し、オーストリア代表の強さを証明した。またこのスコットランド戦が今でも伝説となっている「ヴンダーチーム」（Wunderteam、奇跡のチーム）が誕生した試合とされている。
「紙の男」マティアス・シンデラーを擁し、フーゴ・マイスル監督とイングランド出身のジミー・ホーガンコーチによっていち早く2人制オフサイドに対応したWMフォーメーションを取り入れたこのチームは、1931年5月から1934年6月までの3年あまりで30試合して21勝6分3敗という圧倒的な成績を残し、ドイツ（6−0）、フランス（4−0）、スイス（8−1）、イタリア（2−1）、ベルギー（6−1）、そして当時オーストリアと同じく世界最強と言われたハンガリー（8−2）を破るなど、オーストリア代表の第1次黄金期を作り上げた。
この途中、1932年にはロンドンでサッカーの母国・イングランド代表を相手に3-4という試合をしており、「英国四協会以外で、イングランド代表にホームで土をつけた最初のチーム」になり損ねた。結局この称号は21年後にマジック・マジャールと呼ばれたハンガリー代表が手にすることになった。
1934 FIFAワールドカップは、当時のイタリアの独裁者であったベニート・ムッソリーニが大会を演出、イタリアを八百長等により優勝させた大会として知られているが、最もこの被害を受けたのがオーストリアであった。
マティアス・シンデラーを中心とするオーストリアの「ヴンダーチーム」はワールドカップ優勝の最有力候補と高い評価を得ていたが、大会直前に行われた試合等で怪我人が続出。「ヴンダーチーム」のスタメンのうち7人が大会不参加となった。それでもオーストリアは準決勝進出を果たすが、当時ムッソリーニ率いるファシズムが浸透していた開催国イタリアとの対戦になり、現在まで語られている「ムッソリーニによる主審買収事件」により0-1で敗れた（数年後にイワン・エクリンド主審自らがムッソリーニに買収され、イタリアを勝利に導いたことを証言する）
この事件では準決勝の主審であったエクリンドが、前半18分にゴール前でボールをキャッチしたオーストリア代表のGKを、イタリアの選手4人がラグビーのようにタックルし、ボールを持ったままのGKをそのままゴール内に押し込んだ行為を正式にイタリアの得点として認めた。通常ならばノーゴールとなるだけではなく、イタリア代表選手に退場が言い渡されるはずであったが、エクリンド主審はファウルの判定すらしなかった。
また、試合終了直前にはオーストリアの選手のセンタリングをエクリンド主審が自らヘディングでクリアするなど、オーストリアの得点チャンスを「積極的に」妨害した。しかしムッソリーニの影響力に逆らえなかったFIFAも黙認するしかなかった。
3位決定戦ではナチス・ドイツ代表と対戦。しかし中心選手であったシンデラーは、準決勝でイタリアのルイス・モンティ（元々はアルゼンチン国籍であったが、ワールドカップのためにムッソリーニがイタリア国籍に帰化させた選手の1人）にファウルまがいのタックルから怪我を負わされ、チームも2-3で敗戦し、ワールドカップ4位という当時としては非常に残念な結果で大会を終えた。
まだ「ムッソリーニによる主審買収事件」について知らされていなかったオーストリア国民は、「『ヴンダーチーム』（Wunderteam、奇跡のチーム）から『プルンダーチーム』（Plunderteam、古着のチーム）になった」、とワールドカップ4位と言う悪結果にオーストリア代表を酷評した。
なお、1936年ベルリンオリンピックのサッカーにおいてオーストリア代表は準優勝を遂げているが、当時のオリンピックのサッカー競技はアマチュアのみの参加であったため、ヴンダーチームの選手は参加していない。ただし、監督のフーゴ・マイスルはオリンピックチームの監督を務めている。
続く1938年のフランス大会予選も勝ち抜き、本戦進出が決まっていたが、オーストリアという国家そのものが直前の1938年3月にナチス・ドイツに併合されて消滅したために参加不能となった。その後、メンバーのうち何人かは統一ドイツ代表にも呼ばれている。「ヨーロッパ最強」と呼ばれ、世界屈指の代表チームが政治・国家によって強制的に解体された点は、上述のマジック・マジャールが1956年のハンガリー動乱で終焉を迎えたことと共通している。

## 選手・監督
試合数・得点はすべて代表でのもの
- カール・ツィシェック（FW：右ウイング）40試合24得点
- フリードリッヒ・グシュヴァイドル（FW：右インナー）43試合11得点
- マティアス・シンデラー（FW：センターフォワード）43試合27得点
- アントン・シャル（FW：左インナー）28試合28得点
- アドルフ・フォーグル（FW：左ウイング）
- ヨーゼフ・ビカン（FW：センターフォワード）19試合14得点
- ゲオルグ・ブラウン（MF：右ハーフ）
- ヨーゼフ・スミスティック（MF：センターハーフ／実際にはDFラインに入った）39試合2得点
- カール・ガル（MF：左ハーフ）
- ロマン・シュラムサイズ（DF：右バック）19試合
- ヨーゼフ・ブルム（DF：左バック）
- カール・セスタ（DF：左バック）
- ルドルフ・ヒデン（GK）20試合

- フーゴ・マイスル（監督）
- ジミー・ホーガン（コーチ、イングランド出身）